# Nephronaias
Nephronaias је род слатководних шкољки из породице Unionidae, речне шкољке.

## Врсте
Врсте у оквиру рода Nephronaias:
- Nephronaias aeruginosa (Morelet, 1849)
- Nephronaias aztecorum (Philippi, 1847)
- Nephronaias calamitarum (Morelet, 1849)
- Nephronaias championi (Martens, 1900)
- Nephronaias copanensis (Martens, 1900)
- Nephronaias dysonii (Lea, 1859)
- Nephronaias goascoranensis (Lea, 1858)
- Nephronaias gundlachi (Dunker, 1858)
- Nephronaias hermanni (Haas, 1929)
- Nephronaias hjalmarsoni (Dunker, 1858)
- Nephronaias lempensis Marshall, 1926
- Nephronaias macnielii (Lea, 1869)
- Nephronaias mellea (Lea, 1859)
- Nephronaias oregonensis (Lea, 1852)
- Nephronaias plicatula (Küster, 1856)
- Nephronaias ravistella (Morelet, 1849)
- Nephronaias rowellii (Lea, 1859)
- Nephronaias rugulosa (Küster, 1856)
- Nephronaias sajensis (Frierson, 1927)
- Nephronaias scamnata (Morelet, 1849)
- Nephronaias sphenorhyncha (Crosse & Fischer, 1893)
- Nephronaias tabascoensis (Küster, 1856)
- Nephronaias tempisquensis Pilsbry, 1920
- Nephronaias yzabalensis (Crosse & Fischer, 1892)